# Rumes
Rumes (en picard Reme) és un municipi belga de la província d'Hainaut a la regió valona. El 2018 tenia 5.186 habitants. És regat per l'Elnon, que forma en part la frontera amb França.

## Geografia

Les tres viles de Rumes

Nuclis :

I. Rumes

II. La Glanerie

III. Taintignies

Localitats limítrofes :

a. Esplechin (Tournai)

b. Froidmont (Tournai)

c. Willemeau (Tournai)

d. Ere (Tournai)

e. Guignies (Brunehaut)

f. Howardries (Brunehaut)

g. Mouchin (França)

h. Bachy (França)

## Llocs d'intéres
A la darreria del XX la carretera de Montgommery, cap a França era un paradís del clubbing amb una desena de megadiscotèques mítiques que aprofitaven la llei més fluixa a Bèlgica. Al cap de setmana milers de joves de França hi afluïen. Era l'apogeu de la música techno i house. D'aquesta època llegendària només en romanen dues d'obertes.

## Persones
- Monique Hanotte (1920-2022), resistent contra l'ocupació alemanya durant la segona guerra mundial.[4]
- Gaston le Machon («Gastón el Paleta»), gegant[5]